# 寿命をのばすワザ百科
『寿命をのばすワザ百科』（じゅみょうをのばすわざひゃっか）とは、日本テレビ系列で、2010年7月9日から9月3日まで金曜日19:00 - 19:56（JST、『1900』金曜枠）に放送された生活情報バラエティ番組である。ハイビジョン制作。

## 概要
ゴールデンタイム進出前には、2009年1月17日の13:30 - 14:30（『サタデーバリューフィーバー』枠）に単発番組として放送され、その後4月4日から5月30日まで毎週土曜日13:30 - 14:00に放送された。
土曜日午後でのレギュラー放送終了後は、改編期にスペシャル番組として3回放送され、好評につき金曜日のゴールデンタイムに進出することが決定した。
しかし、金曜日の番組再編に伴い、2010年9月3日放送分を以て終了（打ち切り）した。また、最終回のエンディングでは、番組終了を告げる挨拶は一切なかった。

## 内容
- 健康に不安のあるゲストを最新医学を駆使した番組独自の“スーパー人間ドック”で調べ上げ、推定寿命を総合判定する。
- 各分野の医師らで構成される“延命ドクターズ”が体を改善するための“延命プラン”を提案する。

## 出演者

### 寿命研究所
- 研究所長：春風亭小朝
- チーフ研究員：今田耕司[3]
- 研究員：チュートリアル（徳井義実・福田充徳）

### 延命ドクターズ
- 内分泌担当ドクター：岡部正《チーフドクター》
- 胃腸担当ドクター：河合隆、野澤博
- 脳担当ドクター：阿部聡
- 呼吸器担当ドクター：平栗俊介
- 心臓担当ドクター：天野篤、加藤隆弘
- 薬学担当ドクター：田村哲彦
- フードセラピスト：まるもゆきこ

### 過去の出演者
- 夏目三久（第1期MC、当時日本テレビアナウンサー）
- 柳原可奈子（第1回特番MC）
- YOU（第2回・第3回特番MC）

## スタッフ
- 企画・演出：中村博行
- ナレーター：槇大輔、高山みなみ、津野しの
- 構成：近藤祐次、藤原琢也、ヒロハラノブヒコ、塩村文夏、石原健次
- リサーチ：山口真知子・中原祐（フォーミュレーション）
- 技術：江村多加司、村松明
- 美術：大川明子、星野充紀
- 編集・MA：スタジオWELT
- 技術協力：NiTRo
- TK：長坂真由美
- 音効：吉田比呂樹（M-TANK）
- 医学監修：岡部正、阿部聡、加藤隆弘、河合隆、平栗俊介、田村哲彦、まるもゆきこ
- 協力：アイヴリックスタジオ
- 編成：田中裕樹、松隈美和
- 宣伝：友定絋子
- デスク：本郷直
- AD：河野奈緒子、加藤静香、塩水可菜子
- AP：丸公代、中山薫
- 映像担当ディレクター：松本こうどう
- ディレクター：山下浩一、高橋研、広江孝吉、牛込剛、廣田健介、菊池洋輔、山本紗智子、末延靖章
- 演出：福島伸次郎、那須太輔
- プロデューサー：堀金澄彦、宮本誠臣、榎元美由紀、田中淳一、高橋郁男、伊藤実枝子、所俊輔
- チーフプロデューサー：松崎聡男
- 制作協力：ビアーズ
- 制作：AX-ON
- 製作著作：日本テレビ

### 過去のスタッフ
- AD：塩苅優、大場慎也、岩見充泰、渡邉佳子
- 編成：鯉渕友康
- 宣伝：松榮大

## ネット局
| 放送対象地域   | 放送局                                           | 系列                           | 放送曜日・時間    |
| -------------- | ------------------------------------------------ | ------------------------------ | ----------------- |
| 関東広域圏     | 日本テレビ（NTV） 『寿命をのばすワザ百科』制作局 | 日本テレビ系列                 | 金曜19:00 - 19:56 |
| 北海道         | 札幌テレビ（STV）                                | 日本テレビ系列                 | 金曜19:00 - 19:56 |
| 青森県         | 青森放送（RAB）                                  | 日本テレビ系列                 | 金曜19:00 - 19:56 |
| 岩手県         | テレビ岩手（TVI）                                | 日本テレビ系列                 | 金曜19:00 - 19:56 |
| 宮城県         | ミヤギテレビ（MMT）                              | 日本テレビ系列                 | 金曜19:00 - 19:56 |
| 秋田県         | 秋田放送（ABS）                                  | 日本テレビ系列                 | 金曜19:00 - 19:56 |
| 山形県         | 山形放送（YBC）                                  | 日本テレビ系列                 | 金曜19:00 - 19:56 |
| 福島県         | 福島中央テレビ（FCT）                            | 日本テレビ系列                 | 金曜19:00 - 19:56 |
| 山梨県         | 山梨放送（YBS）                                  | 日本テレビ系列                 | 金曜19:00 - 19:56 |
| 新潟県         | テレビ新潟（TeNY）                               | 日本テレビ系列                 | 金曜19:00 - 19:56 |
| 長野県         | テレビ信州（TSB）                                | 日本テレビ系列                 | 金曜19:00 - 19:56 |
| 静岡県         | 静岡第一テレビ（SDT）                            | 日本テレビ系列                 | 金曜19:00 - 19:56 |
| 富山県         | 北日本放送（KNB）                                | 日本テレビ系列                 | 金曜19:00 - 19:56 |
| 石川県         | テレビ金沢（KTK）                                | 日本テレビ系列                 | 金曜19:00 - 19:56 |
| 福井県         | 福井放送（FBC）                                  | 日本テレビ系列／テレビ朝日系列 | 金曜19:00 - 19:56 |
| 中京広域圏     | 中京テレビ（CTV）                                | 日本テレビ系列                 | 金曜19:00 - 19:56 |
| 近畿広域圏     | 読売テレビ（ytv）                                | 日本テレビ系列                 | 金曜19:00 - 19:56 |
| 鳥取県・島根県 | 日本海テレビ（NKT）                              | 日本テレビ系列                 | 金曜19:00 - 19:56 |
| 広島県         | 広島テレビ（HTV）                                | 日本テレビ系列                 | 金曜19:00 - 19:56 |
| 山口県         | 山口放送（KRY）                                  | 日本テレビ系列                 | 金曜19:00 - 19:56 |
| 徳島県         | 四国放送（JRT）                                  | 日本テレビ系列                 | 金曜19:00 - 19:56 |
| 香川県・岡山県 | 西日本放送（RNC）                                | 日本テレビ系列                 | 金曜19:00 - 19:56 |
| 愛媛県         | 南海放送（RNB）                                  | 日本テレビ系列                 | 金曜19:00 - 19:56 |
| 高知県         | 高知放送（RKC）                                  | 日本テレビ系列                 | 金曜19:00 - 19:56 |
| 福岡県         | 福岡放送（FBS）                                  | 日本テレビ系列                 | 金曜19:00 - 19:56 |
| 長崎県         | 長崎国際テレビ（NIB）                            | 日本テレビ系列                 | 金曜19:00 - 19:56 |
| 熊本県         | くまもと県民テレビ（KKT）                        | 日本テレビ系列                 | 金曜19:00 - 19:56 |
| 鹿児島県       | 鹿児島読売テレビ（KYT）                          | 日本テレビ系列                 | 金曜19:00 - 19:56 |
| 沖縄県         | 琉球放送（RBC）                                  | TBS系列                        | 水曜15:55 - 16:53 |

- テレビ宮崎（UMK）では、2時間以上のスペシャルが放送される場合のみ同時ネットで放送される。

## 番組終了後の単発特番
次番組開始までのつなぎ番組。
- 2010年9月10日 - ビートたけし特別主催 おバカンヌNo.1映像祭
- 2010年9月17日 - 今夜初公開!芸能人ウワサの美人妻&イケメン夫 顔が見たいスペシャル
- 2010年9月24日 - 鳥人間コンテスト2010